# Маріян Мрмич
Маріян Мрмич (хорв. Marijan Mrmić, нар. 6 травня 1965, Сисак) — хорватський футболіст, що грав на позиції воротаря. По завершенні ігрової кар'єри — тренер.
Виступав, зокрема, за клуб «Бешикташ», а також національну збірну Хорватії, у складі якої — срібний призер чемпіонату світу 1998 року.
Володар Кубка Туреччини. 

## Клубна кар'єра
У дорослому футболі дебютував 1983 року виступами за команду «Младост» (Петриня), в якій провів п'ять сезонів, взявши участь у 111 матчах чемпіонату. 
З 1988 року захищав ворота команди «Динамо» (Вінковці), яка з 1991 року у чемпіонаті вже незалежної Хорватії грала під назвою «Цибалія».
Протягом 1993–1996 років був гравцем «Вартекса», після чого прийняв запрошення перебратися до Туреччини, уклавши контракт з  «Бешикташем». Відіграв за цю стамбульську команду у статусі основного голкіпера наступні два сезони своєї ігрової кар'єри. 1998 року допоміг команді здобути Кубок країни.
Повернувшись на батьківщину того ж 1998 року, знову захищав кольори «Вартекса», а завершив ігрову кар'єру у бельгійському «Шарлеруа», за який провів сім ігор чемпіонату в сезоні 1999/2000.

## Виступи за збірну
1995 року дебютував в офіційних матчах у складі національної збірної Хорватії.
Наступного року був включений до заявки збірної на чемпіонат Європи 1996 в Англії, де був дублером Дражена Ладича, взявши участь, утім, в одному з матчів групового етапу і пропустивши три голи від португальців.
Згодом був учасником чемпіонату світу 1998 року у Франції, де також був дублером Ладича, проте на поле вже не виходив, а хорватська команда здобула бронзові нагороди.
Загалом протягом кар'єри у національній команді, яка тривала 5 років, провів у її формі 14 матчів.

## Кар'єра тренера
2015 року увійшов до тренерського штабу національної збірної Хорватії, в якому почав опікуватися підготовкою голкіперів.
З 2016 року паралельно став тренером воротарів у турецькому «Бешикташі».

## Титули і досягнення
- Володар Кубка Туреччини (1):

«Бешикташ»: 1997-1998
- Бронзовий призер чемпіонату світу: 1998